# Municipio de Wesley (Iowa)
El municipio de Wesley (en inglés: Wesley Township) es un municipio ubicado en el condado de Kossuth en el estado estadounidense de Iowa. En el año 2010 tenía una población de 540 habitantes y una densidad poblacional de 5,83 personas por km².

## Geografía
El municipio de Wesley se encuentra ubicado en las coordenadas 43°7′34″N 94°1′46″O / 43.12611, -94.02944. Según la Oficina del Censo de los Estados Unidos, el municipio tiene una superficie total de 92.57 km², de la cual 92,57 km² corresponden a tierra firme y (0 %) 0 km² es agua.

## Demografía
Según el censo de 2010, había 540 personas residiendo en el municipio de Wesley. La densidad de población era de 5,83 hab./km². De los 540 habitantes, el municipio de Wesley estaba compuesto por el 98,89 % blancos, el 0,37 % eran amerindios, el 0,19 % eran asiáticos, el 0,37 % eran de otras razas y el 0,19 % eran de una mezcla de razas. Del total de la población el 2,41 % eran hispanos o latinos de cualquier raza.